# Sítio Classificado do Monte de São Bartolomeu
O Sítio Classificado do Monte de São Bartolomeu, na freguesia e  município da Nazaré (Portugal), recebeu a classificação em 1979, estando em curso a sua classificação como monumento natural de âmbito nacional.
Rico em fauna e flora, podem lá ser encontrados cerca de 150 tipos de plantas vasculares das quais 15 são endemismos ibéricos.
Espécies vegetais predominantes:
- Carrasco
- Medronheiro
- Aderno

Espécies animais notáveis:
- Peneireiro
- Águia de Asa Redonda
- Gineta

O Monte de São Bartolomeu, próximo da vila da Nazaré, é uma elevação de origem magmática. O cume, aos 156m, é acessível por um caminho a nascente, e por uma escadaria a poente, mais moderna. 

## Capela de São Bartolomeu e São Brás
No topo, entre grandes penedos, ergue-se a capela de São Brás e São Bartolomeu que fazia parte de um eremitério cujas dependências privadas e o pequeno adro público são, ainda hoje, perceptíveis.
O orago da capela está relacionado com um episódio da Lenda da Nazaré no qual se conta que, no ano de 711, quando o rei Rodrigo e frei Romano ali chegaram, fugidos dos muçulmanos vencedores da batalha de Guadalete, traziam consigo a sagrada imagem de Nossa Senhora da Nazaré e um pequeno cofre, em marfim, com relíquias de São Brás, de São Bartolomeu.
Todos os anos a 3 de Fevereiro, dia de São Brás, a população da Nazaré desloca-se massivamente até ao Monte para aí festejar o dia com comida, danças e folias. Esta grande romaria secular fez com que localmente o Monte seja designado de São Brás.
No chão da capela existem duas lajes sepulcrais. Nas suas inscrições lê-se:
AQUI JAZ; D. JOAQUINA NUNES CASCAIS DE ABREU; NATURAL DA CIDADE DO MARANHÃO; FILHA DE; JOSÉ ANTÓNIO NUNES DOS SANTOS; E DE D. MARIA DOROTHEIA DAS CHAGAS; NASCEO; A 25 DE JANEIRO DE 1801; FALECEO EM O SÍTIO DA NAZARETH; NO 1º DE SETEMBRO DE 1839; CAZADA COM; JOSÉ ANTONIO D'ABREU; O QUAL; MANDOU COLOCAR ESTA LAPIDE; EM TESTEMUNHO; DE SUA PUNGENTE DÔR; E ACERBA SAUDADE; QUASI FLOS EGREDITUR; ET CONTERITUR.
O texto da outra lápide foi transcrito para português actual:
AQUI JAZ O VIRTUOSO IRMÃO MANOEL, ERMITÃO DESTE MONTE, DE PÁTRIA INCÓGNITA. MORREU NA PEDERNEIRA A 13 DE FEVEREIRO DE 1849. FOI ACOMPANHADO PARA ESTE MONTE PELA FILARMÓNICA DA NAZARÉ E POR MAIS DE 500 PESSOAS. FOI O RESTAURADOR DESTE MONTE. MODIFICOU A SUA SUBIDA E FEZ A CASA DE HOSPEDARIA E COZINHA E MUITAS OBRAS NA CAPELA. D. EMÍLIA CEZAN DA CÂMARA, RESIDENTE NA QUINTA DE ALPOMPÉ LHE MANDOU PÔR ESTA CAMPA PARA ETERNA LEMBRANÇA. ANO DE 1859.
Acerca do irmão Manoel sabe-se, que chegou ao Monte em 1840. Nesta época, e durante muito mais tempo, o Monte inspirava grande receio pois ali se acoitavam assaltantes tendo sido o roubo mais "mediático" aquele que envolveu o assassinato do Barão de Porto de Mós, a 24 de Setembro de 1867. O seu túmulo com brazão encontra-se no cemitério da Pederneira.

## Toponímia antiga
Monte Siano é designação nos relatos mais antigos. Será forma adjectiva de Sião, aparecendo na Bíblia monte de Sião ou Cidade de Sião como outra forma de nomear Jerusalém. A comunidade piscatória da Nazaré chama-lhe Monte Saião.[carece de fontes?]